# Szabó Barnabás (grafikus)
Szabó Barnabás (Marosvásárhely, 1935. október 27. –) erdélyi magyar grafikus, muzeográfus.

## Életútja, munkássága
Szászrégeni és marosvásárhelyi középiskolai tanulmányai után 1953-ban még egy évet végzett a marosvásárhelyi Képzőművészeti Középiskolában, majd a kolozsvári Ion Andreescu Képzőművészeti Főiskolán Andrásy Zoltán tanítványaként szerzett diplomát. 1960-tól Nagyváradon élt: két évig független művész, majd általános iskolai rajztanár 1965-ig, ezt követően 1970-ig az Állami Bábszínház, 1975-től a Körösvidéki Múzeum történelmi részlegének grafikusa.
Illusztrációival jelentek meg Horváth Imre aforizmái, valamint A nagyváradi Református Egyházmegye kegyszerei (Nagyvárad, 1986) c. kötetben Alexandru Sasieanu Ezüst- és ónművesség a XVI–XIX. században c. tanulmánya.